# Orgelbyggare
Orgelbyggare är dels ett hantverksyrke, dels en benämning på företag som konstruerar, bygger och renoverar piporglar.
Många orgelbyggare är i grunden möbelsnickare. Utbildning till möbelsnickare finns inom gymnasieskolan och kan även finnas inom komvux. En gemensam skandinavisk vidareutbildning för orgelbyggare finns i Danmark.

## Kända orgelbyggare
- John Abbey (1785–1859)
- Nils Ahlstrand (1785–1874)
- Gustaf Andersson (1797–1872)
- Johannes Andersson i Långaryd (1855-1922)
- Frans Bohl (död 1687)
- Johan Niclas Cahman (ca 1670–1737)
- Aristide Cavaillé-Coll (1811–1899)
- Carl Elfström (1830-1917)
- Grönlunds Orgelbyggeri
- John Grönvall Orgelbyggeri
- Pehr Gullbergson (1780-1864)
- Carl Hanner (1796–1847)
- Olof Hedlund (ca 1707–1749)
- Wilhelm Hemmersam (1909–1994)
- Carl August Johansson (1824-1899)
- Kangasala orgelfabrik
- Ingvar Johansson (1928-1994)
- Zacharias Liljefors (1775-1818)
- Johannes Magnusson (1804–1875)
- Marcussen & Søn
- Mårtenssons orgelfabrik
- Carl Nilsson (1818–1903)
- Sven & Erik Nordström (1801–1887) resp. (1818–1907)
- Adam Ravander
- Karl Anders Rossander
- Wilhelm Sauer (1831–1916)
- Pehr Schiörlin (1736–1815)
- Erik Adolf Setterquist (1809–1885)
- Silbermann
- Nils Strömbäck
- Carl Thorenberg
- Anders Thulé
- Bror Axel Thulé
- TH. Frobenius og Sønner Orgelbyggeri A/S
- Lars Wahlberg (1724–1776)
- Veikko Virtanen
- Karl Gustav Wikström
- Jonas Wistenius (1700–1777)
- Gerald Woehl
- Carl Wåhlström
- Jens Zachariassen
- Åkerman & Lund Orgelbyggeri
- Per Larsson Åkerman (1826–1876)
- Karl Öhman
- Östlind & Almquist